# Niceforo (nome)
Niceforo  è un nome proprio di persona italiano maschile.

## Varianti in altre lingue
- Bulgaro: Никифор (Nikifor)[3]
- Catalano: Nicèfor
- Francese: Nicéphore[3]
- Greco antico: Νικηφόρος (Nikephoros)[3][4]
- Greco moderno: Νικηφόρος (Nikīforos)[4]
- Latino: Nicephorus[4]
- Macedone: Никифор (Nikifor)[3]
- Polacco: Nicefor
- Russo: Никифор (Nikifor)[3][4]
- Serbo: Нићифор (Nićifor)
- Spagnolo: Nicéforo
- Ungherese: Niképhorosz

## Origine e diffusione
Deriva, tramite il latino Nicephorus, dall'antico nome greco Νικηφόρος (Nikephoros), tratto dall'omonimo aggettivo che vuol dire "portatore di vittoria" (significato analogo a quello di Vincenzo, Vittorio e Berenice); etimologicamente, è composto dal sostantivo νίκη (nike, "vittoria", da cui Nike e Niceta) e dal verbo φορεω (phoreo, "portare").
Il nome, che nell'antica Grecia era anche un epiteto della dea Atena, venne portato da numerosi santi, e quindi da diversi imperatori bizantini, mentre in italiano moderno il suo uso è scarsissimo.

## Onomastico
L'onomastico si può festeggiare in memoria di più santi, alle date seguenti:
- 31 gennaio (o 25 febbraio[1]), san Niceforo, martire con i santi Claudiano, Diòscoro, Pàpia, Serapione, Vittore e Vittorino a Corinto sotto Decio[6]
- 9 febbraio, san Niceforo, martire ad Antiochia sotto Valeriano[1][5]
- 25 febbraio, san Niceforo, martire a Diospolis Parva sotto Numeriano[5]
- 1º marzo, san Niceforo, martire con altri compagni in Africa[1][5]
- 3 marzo, san Niceforo, martire in Africa[5]
- 10 marzo, san Niceforo, martire a Corinto sotto Valeriano[5]
- 2 giugno (o 13 marzo), san Niceforo I, patriarca di Costantinopoli[1][5][6]
- 23 luglio, beato Niceforo di Gesù e Maria Díez Tejerina, sacerdote passionista, ucciso con altri fratelli a Manzanares, uno dei martiri della guerra civile spagnola[6]
- 13 novembre, san Niceforo, martire con i santi Antonino, Zebina, Germano e Manatha a Cesarea in Palestina sotto Galerio[5][6]
- 28 novembre, san Niceforo, martire a Tiberiopoli sotto Giuliano l'Apostata[5]
- 11 dicembre, san Niceforo II Foca, imperatore bizantino, venerato dalle Chiese orientali[6]

## Persone
- Niceforo I, patriarca di Costantinopoli
- Niceforo, figlio di Costantino V
- Niceforo I il Logoteta, imperatore bizantino
- Niceforo Blemmide, scrittore bizantino
- Niceforo III Botaniate, imperatore bizantino
- Niceforo Briennio, generale, storico, statista e cesare bizantino
- Niceforo Briennio il Vecchio, generale bizantino
- Niceforo Callisto Xanthopoulos, monaco e storico bizantino
- Niceforo Caranteno, generale bizantino
- Niceforo Cumno, filosofo e scrittore bizantino
- Niceforo II Foca, imperatore bizantino
- Niceforo Foca il vecchio, condottiero bizantino e capostipite della famiglia Foca
- Niceforo Gregora, storico bizantino
- Niceforo Melisseno, generale bizantino

### Variante Nikifor
- Nikifor, pittore polacco
- Nikifor Begičev, navigatore ed esploratore russo
- Nikifor Mran'ka, drammaturgo, romanziere e insegnante russo
- Nikifor Vasjanka, poeta, traduttore ed editore russo

### Variante Nicéphore
- Joseph Nicéphore Niépce, fotografo e ricercatore francese
- Nicéphore Soglo, politico beninese